# Bezirk Limanowa
Bezirk Limanowa – dawny powiat (Bezirk) kraju koronnego Królestwo Galicji i Lodomerii, funkcjonujący w latach 1854–1867. Siedzibą starostwa było miasteczko Limanowa.

## Historia
Bezirk Limanowa utworzono w ramach reformy uwłaszczeniowej z okresu Wiosny Ludów (1848–1849), która likwidowała jurysdykcję właściciela ziemskiego nad poddanymi. W Galicji, dominium – jako podstawowa jednostka administracyjna i filar systemu feudalnego straciło rację bytu. Konieczne stało się zatem wprowadzenie nowego systemu administracyjnego, którego zręby powstały w latach 1851–1855. Nowy trójstopniowy podział administracyjny objął 21 cyrkułów (niem. Kreise), 179 małych powiatów (niem. Bezirke) i ponad 6000 gmin (niem. Gemeinde). 
Bezirk Limanowa objął obszar o wielkości 6,0 mil², zamieszkany był przez 23.331 ludzi i podzielony na 46 gmin katastralnych, w tym jedno miasteczko (Limanowa). Wszedł w skład cyrkułu sądeckiego, jako jeden z jego dziesięciu powiatów. Powiat miał charakterystycznie rozczłonkowany kształt, z głębokim północno-zachodnim ramieniem.
Po nadaniu Galicji autonomii oraz powołaniu samorządu gminnego i powiatowego w 1865 zlikwidowano cyrkuły (Kreise). Dotychczasowe małe powiaty (Bezirke) w liczbie 179, utrzymały się do 1867 roku, kiedy to w następstwie kolejnej reformy administracyjnej (23 stycznia 1867) zostały zastąpione przez 74 większe powiaty. Obszar zniesionego Bezirk Limanowa wszedł wtedy prawie w całości w skład nowego powiatu limanowskiego oraz częściowo powiatu nowosądeckiego (Jadamwola, Stańkowa, Żbikowice). 19 czerwca 1867 częściowo zmieniono granice powiatów nowosądeckiego i limanowskiego.

## Podział administracyjny (1854)
| Lp. | Gmina jednostkowa          | Powierzchnia | Ludność | Powiat w 1867 po zniesieniu |
| --- | -------------------------- | ------------ | ------- | --------------------------- |
| 1   | Limanowa (m)               | 500          | 838     | limanowski                  |
| 2   | Sowliny z Sachurzyną       | 1800         | 703     | limanowski                  |
| 3   | Stara Wieś                 | 4110         | 1311    | limanowski                  |
| 4   | Lipowe                     | 600          | 212     | limanowski                  |
| 5   | Kisielówka                 | 410          | 481     | limanowski                  |
| 6   | Łososina Górna             | 850          | 481     | limanowski                  |
| 7   | Piekiełko                  | 750          | 239     | limanowski                  |
| 8   | Łukowica, Rostoka i Zawada | 3540         | 1323    | limanowski                  |
| 9   | Męcina i Kłodne            | 4170         | 1660    | limanowski                  |
| 10  | Młynne                     | 1600         | 523     | limanowski                  |
| 11  | Mordarka i Szarysz         | 2300         | 923     | limanowski                  |
| 12  | Walowa Góra                | 280          | 98      | limanowski                  |
| 13  | Mstów                      | 680          | 284     | limanowski                  |
| 14  | Nowe Rybie                 | 1500         | 509     | limanowski                  |
| 15  | Jaworzna                   | 1120         | 465     | limanowski                  |
| 16  | Kamionka Mała              | 1810         | 724     | limanowski                  |
| 17  | Krosna                     | 1130         | 478     | limanowski                  |
| 18  | Pisarzowa                  | 2530         | 1041    | limanowski                  |
| 19  | Strzeszyce i Wachendorf    | 550          | 252     | limanowski                  |
| 20  | Zmiąca                     | 1800         | 747     | limanowski                  |
| 21  | Przyszowa                  | 3285         | 1172    | limanowski                  |
| 22  | Rupniów                    | 1500         | 540     | limanowski                  |
| 23  | Siekierczyna               | 2220         | 565     | limanowski                  |
| 24  | Słopnica Adelig            | 3300         | 1251    | limanowski                  |
| 25  | Słupia                     | 705          | 255     | limanowski                  |
| 26  | Stronie i Wolica           | 1045         | 481     | limanowski                  |
| 27  | Jadamwola                  | 615          | 181     | nowosądecki                 |
| 28  | Jastrzębia                 | 1050         | 487     | limanowski                  |
| 29  | Młynczyska                 | 1630         | 599     | limanowski                  |
| 30  | Owieczka                   | 380          | 168     | limanowski                  |
| 31  | Świdnik                    | 400          | 144     | limanowski                  |
| 32  | Zagórów i Wolica           | 180          | 141     | limanowski                  |
| 33  | Szyk                       | 1240         | 421     | limanowski                  |
| 34  | Kobyłczyna                 | 1070         | 377     | limanowski                  |
| 35  | Sechna                     | 1275         | 487     | limanowski                  |
| 36  | Stańkowa i Wola Stańkowska | 1180         | 519     | nowosądecki                 |
| 37  | Ujanowice                  | 400          | 280     | limanowski                  |
| 38  | Żbikowice i Bykowice       | 390          | 299     | nowosądecki                 |
| 39  | Wysokie                    | 1230         | 361     | limanowski                  |
| 40  | Jodłownik i Dąbrówka       | 910          | 316     | limanowski                  |
| 41  | Lasocice i Krasne          | 1110         | 484     | limanowski                  |
| 42  | Ryje i Kostrza             | 1000         | 269     | limanowski                  |
| 43  | Rzeki, Lipie i Sadek       | 640          | 266     | limanowski                  |
| 44  | Kanina                     | 650          | 219     | limanowski                  |
| 45  | Bałażówka                  | 200          | 77      | limanowski                  |
| 46  | Koszary                    | 750          | 251     | limanowski                  |

Objaśnienie:
(M) = miasto; (m) = miasteczko